# Stereodon venustus
Stereodon venustus là một loài Rêu trong họ Hypnaceae. Loài này được (Reinw. & Hornsch.) Mitt. miêu tả khoa học đầu tiên năm 1859.